# Behaarte Kurzstiel-Sandwespe

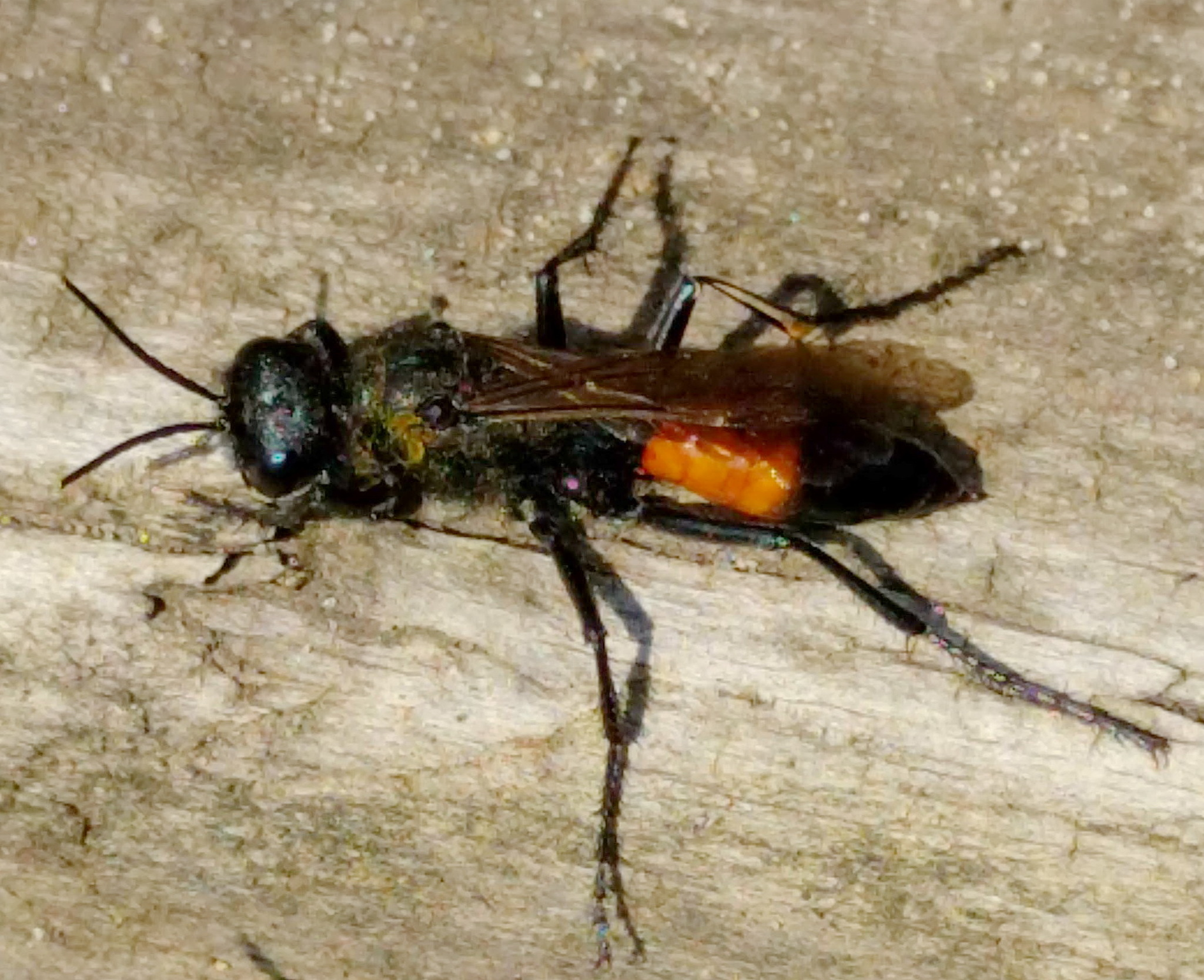
Exemplar bei der Aktivität im Freiland

Die Behaarte Kurzstiel-Sandwespe (Podalonia hirsuta) ist eine Grabwespe innerhalb der zu den Insekten gehörenden Hautflügler. Sie ist von Europa bis Westasien und Nordafrika verbreitet.

## Merkmale
Die Körperlänge beträgt 12–23 mm. Nach anderen Angaben erreichen Weibchen eine Länge von 18 bis 20 mm und Männchen eine von 14 bis 16 mm. Der große Kopf und der deutlich behaarte Thorax sind schwarz, das Abdomen ist schwarz mit einem breiten rot-orangen Band. Der Thorax ist bei den Weibchen schwarz behaart, bei den Männchen sind die Haare silbrig, aber häufig mit einer schwarzen Basis. Die Männchen sind zudem schmaler gebaut als die Weibchen und weisen einen silbrigen Schein auf dem Abdomen auf.
Ähnliche Arten
Eine ähnliche Art ist die Kurzstiel-Sandwespe (Podalonia affinis). Das Dorsalfeld des Propodeums ist bei P. hirsuta behaart, während die ähnliche Art Podalonia affinis (Kurzstiel-Sandwespe) ein unbehaartes Dorsalfeld aufweist. Der dorsale Bereich des Propodeums hat zudem eine raue Textur, die sich deutlich von den schrägen Streifen bei P. affinis unterscheiden. Die Tarsen haben bei P. hirsuta stark reduzierte Pulvilli. Von Podalonia luffii unterscheidet sich die Art durch die deutlich längeren Kammstacheln auf den Vordertarsen. Die Männchen von P. luffii haben breitere Köpfe in der Frontalansicht und rote Mandibeln.

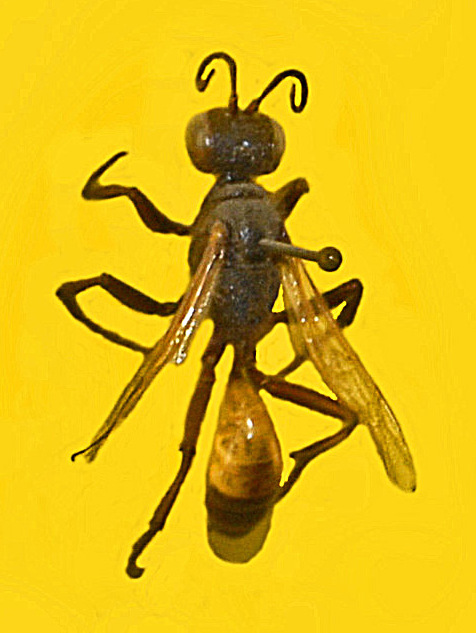
Präpariertes Exemplar
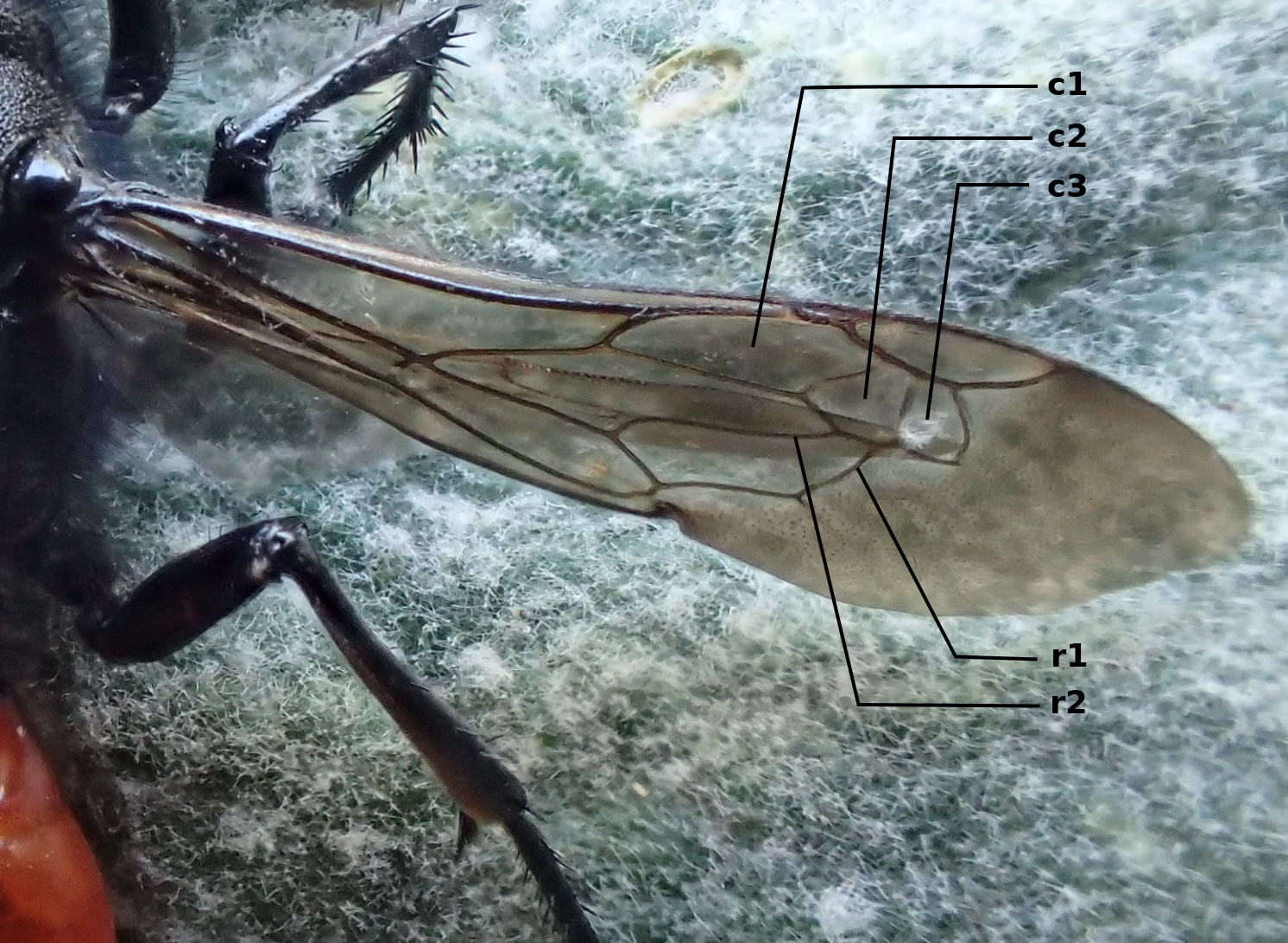
Flügelmerkmale eines Weibchens
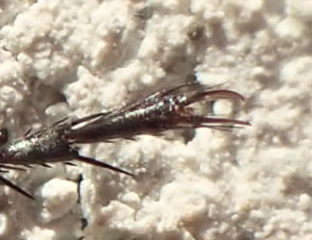
Tarsus eines Weibchens
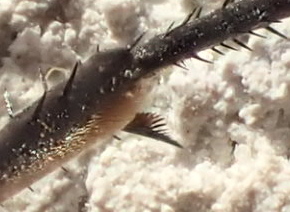
Femur und Tibia eines Weibchens

## Verbreitung

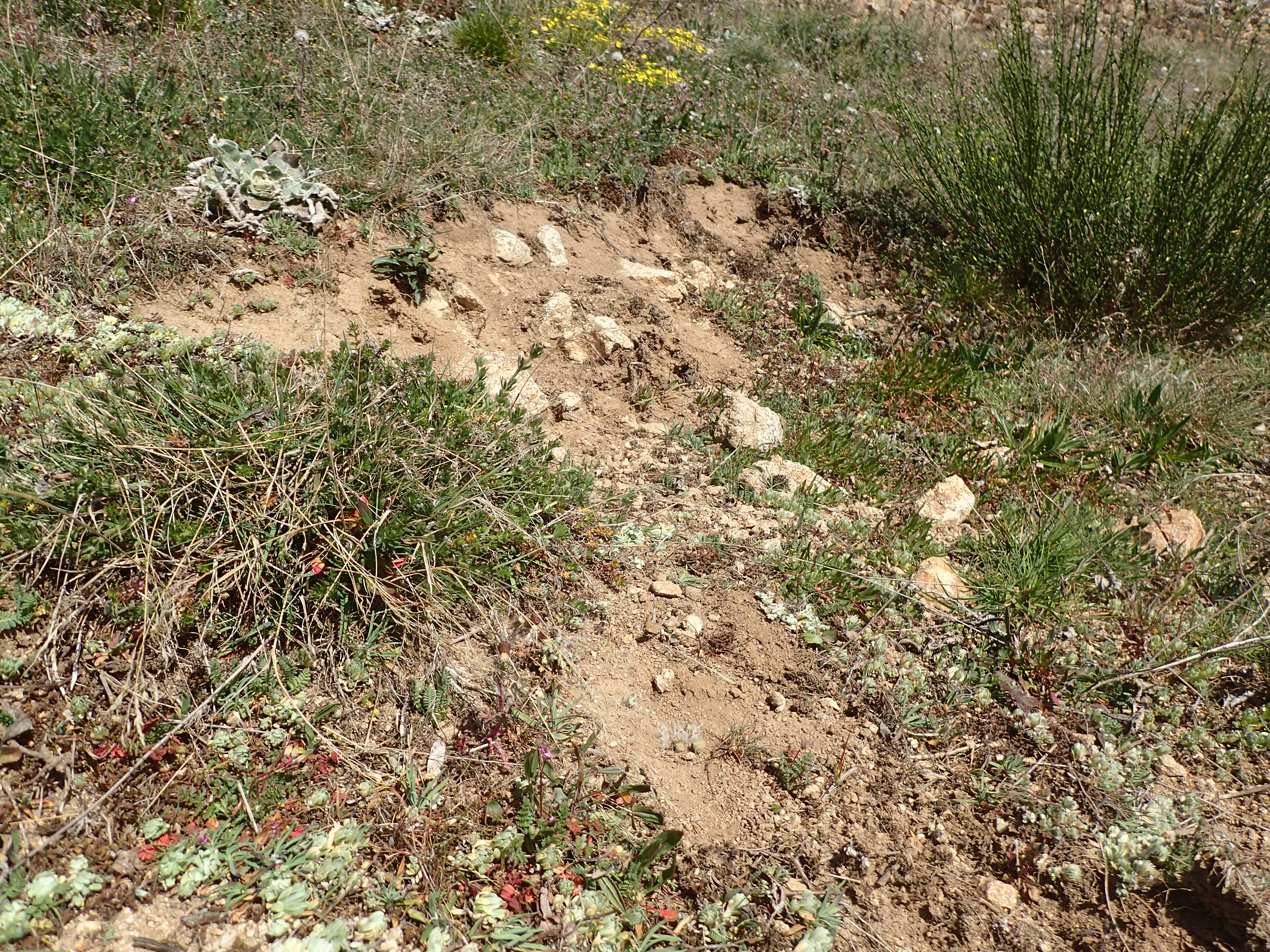
Lebensraum der Behaarten Kurzstiel-Sandwespe

Die Art ist nach Literaturangaben im Großteil der paläarktischen Region verbreitet. In modernen Datensammlungen wie GBIF und iNaturalist stellt sich ihr Verbreitungsgebiet folgendermaßen dar: In Europa und Asien erreicht die Art im Südwesten Portugal und Spanien (inklusive der Balearen), im Nordwesten erreicht die Art die südlichen und zentralen Teile Großbritanniens, im zentralen Norden reicht das Areal bis ins südliche Norwegen, Schweden und Finnland, im zentralen Süden reicht das Areal bis nach Italien (inklusive Sizilien), im Südosten kommt die Art bis nach Griechenland, die Türkei und Zypern vor, im Nordosten sind Vorkommen bekannt aus der russischen Oblast Swerdlowsk, Oblast Kirow, Oblast Tomsk sowie der Region Altai. Im zentralen Osten ist ein Vorkommen bekannt aus dem nordöstlichen Iran. In Afrika sind Vorkommen aus Marokko und dem zentralen Algerien bekannt. In Nordamerika gibt es einen vermutlich auf Verschleppungen zurückzuführenden Nachweis westlich des Oberen Sees.
In Deutschland ist die Art vor allem in der südlichen, mittleren und östlichen Hälfte Deutschlands verbreitet, kommt aber auch auf Helgoland vor. Insgesamt wurde sie in allen Bundesländern nachgewiesen.
In Großbritannien ist die Art vor allem küstennah verbreitet, findet sich aber auch in manchen Heiden und Sandgruben im Inland.
Die Art gilt als stellenweise häufig, in Deutschland ist sie ungefährdet. In der Roten Liste Thüringens wurde die Art 2010 als gefährdet (RL 3) geführt, in Mecklenburg-Vorpommern galt die Art 2000 als ungefährdet.

## Lebensraum
Die Art findet sich an sandigen Standorten, zum Beispiel Sandgruben, trockenen Waldrändern oder Sandmagerrasen. In meeresnahen Gebieten werden auch Küstendünen und Felsklippen besiedelt.

## Lebensweise

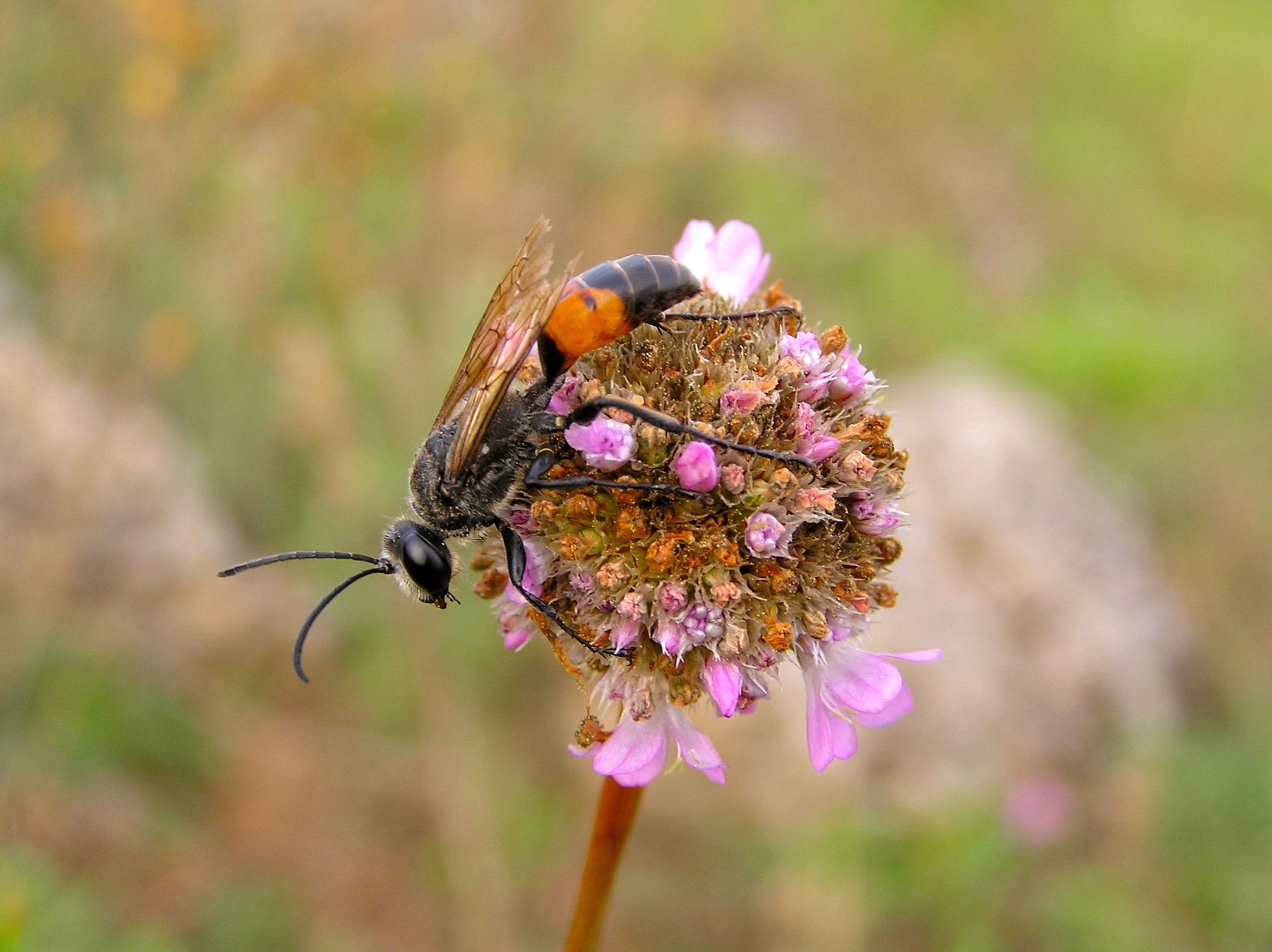
Exemplar beim Blütenbesuch

### Phänologie
Nach Literaturangaben erscheint die Art von Juni bis Juli. Auch über Flugzeiten von April bis September oder bei den Weibchen von Ende März bis Mitte September sowie bei den Männchen von Ende Juni bis Anfang September wird berichtet. Auf iNaturalist wird die Art primär von Februar bis Mai und im Juli nachgewiesen. Somit ergibt sich im Gesamtbild eine Flugzeit von Februar bis September, wobei alle Angaben im Monat Juli übereinstimmen. Je nach Region fallen die Flugzeiten unterschiedlich aus, was mit ein Grund für die verschiedenen Angaben sein kann. Die Weibchen überwintern als Adulte, vermutlich nach der Paarung. In Felsspalten und anderen geschützten Orten wurden mehrere Hundert Weibchen beobachtet, die an diesen Orten überwinterten.

### Synökologie

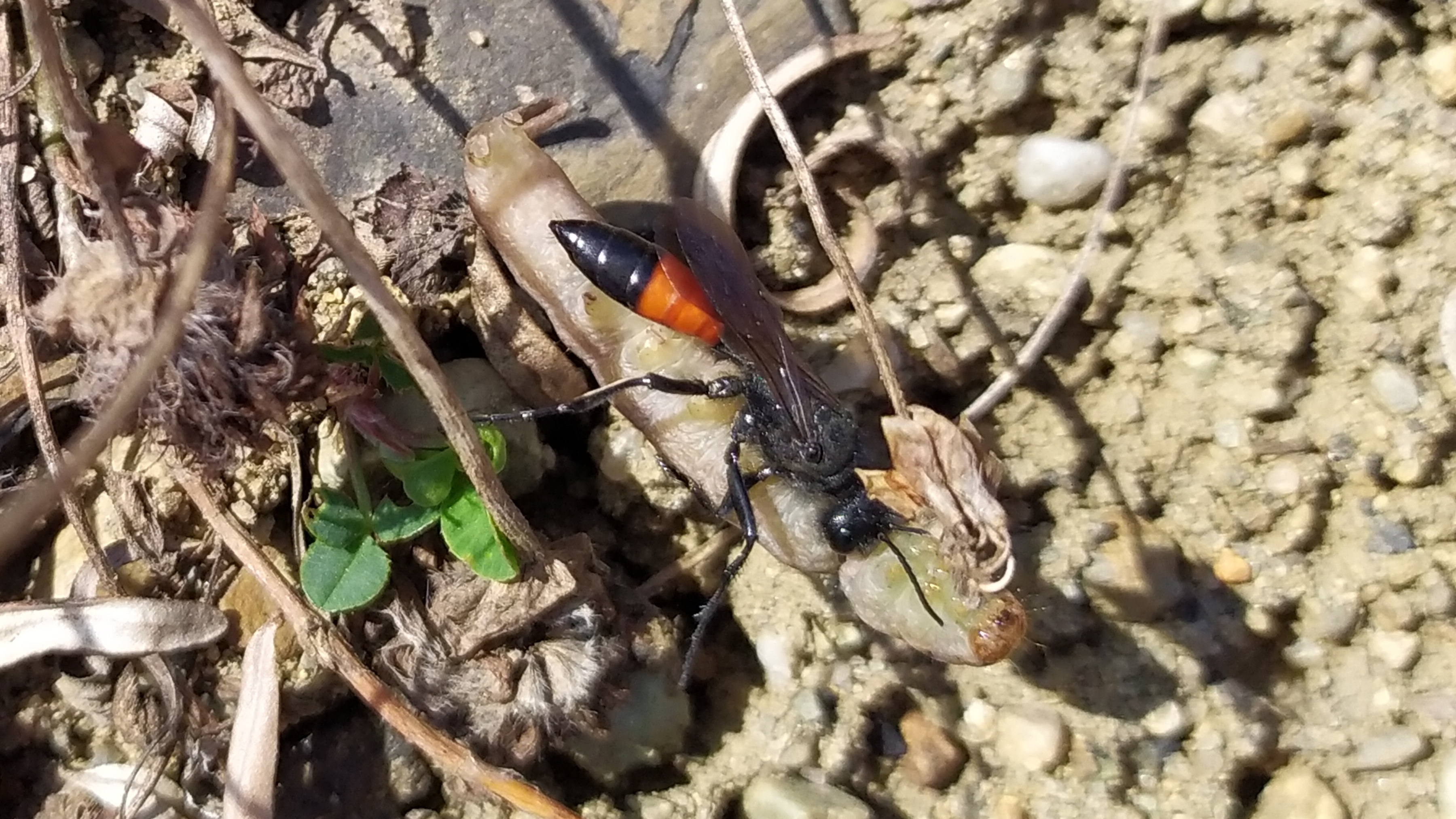
Weibchen beim Transportieren einer erbeuteten Raupe

Ins Nest bringen die Weibchen gelähmte Raupen ein, vor allem von Eulenfaltern, auf die sie ihre Eier legen. Die bejagten Raupen halten sich tagsüber oftmals in Bauten unter der Erde auf und müssen daher von den weiblichen Wespen ausgegraben werden. Aber auch tagaktive Raupen werden erbeutet. Während die erbeuteten Eulenfalter-Raupen unbehaart sind, kommen bei den seltener erbeuteten tagaktiven Arten auch behaarte Raupen vor.
Eine Art der Gattung Hilarella innerhalb der Familie der Fleischfliegen wurde als Parasit beobachtet.
Besuchte Blüten beinhalteten Brombeeren, Weiden und Thymian.

### Nestbau

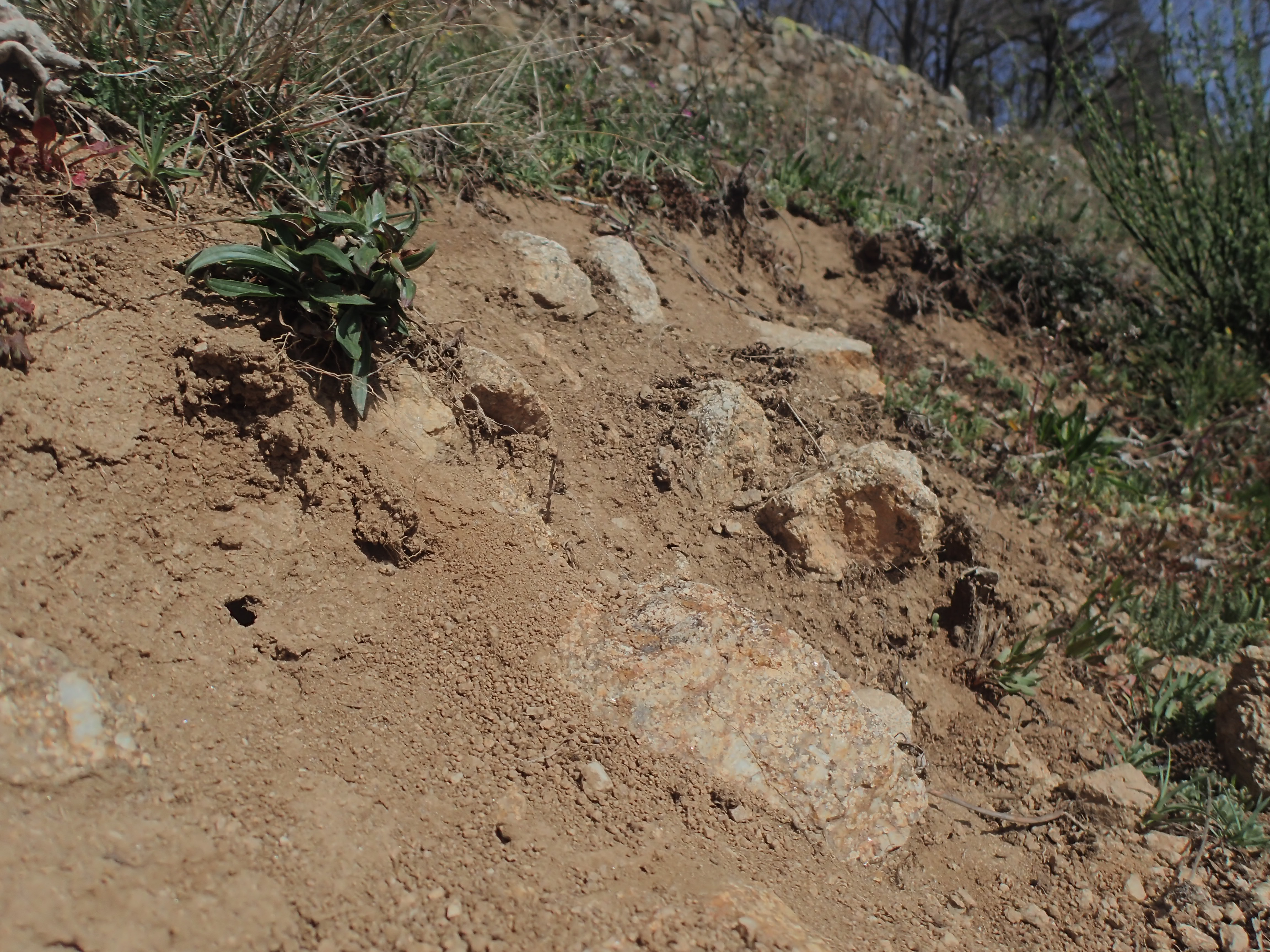
Nesteingang in typischem Habitat

In den meisten Podalonia-Arten, inklusive P. hirsuta, wird die Beute vor dem Nestbau gefangen, während der Vorgang in der Gattung Ammophila im Regel andersherum abläuft. Das aus einer Zelle bestehende Nest wird mit einer einzigen großen Raupe ausgestattet, während in der Gattung Ammophila häufig mehrere Raupen pro Brutzelle zu finden sind. Während die Weibchen von P. hirsuta die Nester in sandige Böden graben, werden die gelähmten Raupen in naher Vegetation versteckt. Die Neströhre ist schräg und 6–7 cm tief. Nach der Fertigstellung des Nestes, wird die Beute in die Brutzelle gezogen, ein Ei wird auf ihr abgelegt und anschließend wird der Nesteingang mit Sand und Detritus verschlossen. Konkurrierende Weibchen öffnen manchmal die Nester anderer Weibchen, um deren Raupen zu stehlen, dieses Verhalten ist auch aus der Gattung Ammophila bekannt.

## Taxonomie
Die Art wurde 1763 von Giovanni Antonio Scopoli als Sphex hirsutus erstbeschrieben. Synonyme lauten:
- Ammobia arenaria (Fabricius, 1787)
- Ammophila arenaria (Fabricius, 1787)
- Ammophila argentea W.Kirby, 1798
- Ammophila bolanica Nurse, 1903
- Ammophila ebenina Lepeletier de Saint Fargeau, 1845
- Ammophila hirsuta (Scopoli, 1763)
- Ammophila mervensis Radoszkowski, 1887
- Pepsis arenaria (Fabricius, 1787)
- Podalonia bolanica (Nurse, 1903)
- Podalonia viatica
- Psammophila argentea (W.Kirby, 1798)
- Psammophila ebenina (Lepeletier de Saint Fargeau, 1845)
- Psammophila hirsuta (Scopoli, 1763)
- Sphex arenarius Fabricius, 1787
- Sphex arenosa Gmelin, 1790

Unterarten
Es werden mehrere Unterarten anerkannt. Dazu zählen neben dem Nominotypischen Taxon:
- Podalonia hirsuta mervensis (Radoszkowski, 1887) – Frankreich: Korsika, Griechenland: Kreta, Italien: Sardinien
- Podalonia hirsuta nepalensis (Zavattari, 1909)